# Вірменське питання
Вірменське питання — питання про становище вірмен в Османській імперії.

## Передумови

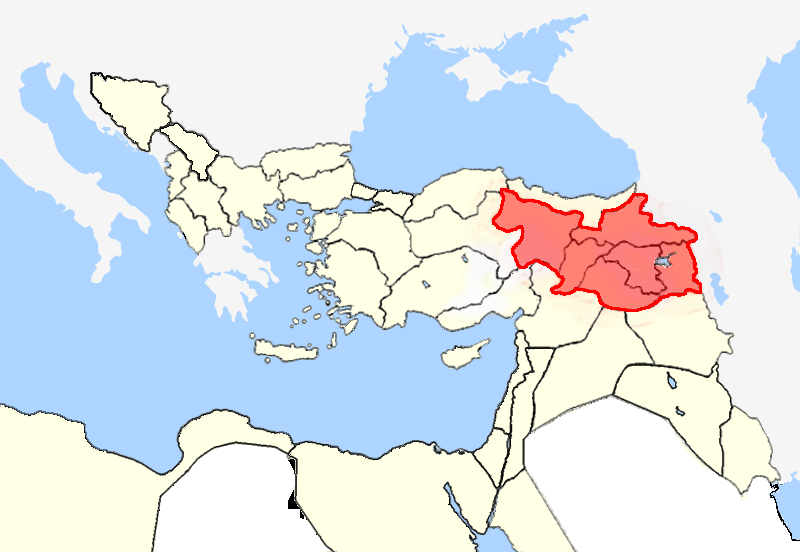
6 вірменських вілайєтів

На середину XIX ст. вірменський народ був розділений між двома імперіями. Одна частина вірмен мешкала в Східній Вірменії, яка входила до складу Російської імперії, а друга — в Західній Вірменії, що перебувала під владою турків. Крім Західної Вірменії, райони компактного розселення вірмен були й у інших частинах Османської імперії — зокрема, у Кілікії та Сирії. Значна кількість вірмен мешкала в Стамбулі та його околицях. Основна частина вірмен Туреччини мешкала в шести східних вілайєтах (областях) країни, однак, навіть на своїх  етнічних  територіях вірмени не всюди становили переважну більшість населення, внаслідок вікового пригнічення з боку тюрків сельджуків Отоманської імперії, поряд із ними заселилися турки та  курди  що сповідували мусульманство.
Упродовж 1860-х pp. у Західній Вірменії, яку контролювали турки, інтенсифікувався вірменський національний рух. Цей процес був зумовлений швидким розвитком місцевого населення, зростанням кількості представників національної світської інтелігенції. Вірмени, які мешкали в Османській імперії, були освіченішими й багатшими, ніж їхні мусульманські сусіди.
Соціальний та культурний розвиток вірмен у Західній Вірменії активно сприяв зростанню рівня національної самосвідомості, результатом чого стали вірменські акції проти зловживань місцевої турецької адміністрації. Вірмени вимагали від турецької влади допустити до вищих адміністративних посад своїх представників або, принаймні, призначати на ці посади не лише мусульман, а й християн.

## Виникнення питання
Під приводом захисту вірменського населення від зловживань турецької влади в останній чверті XIX ст. у внутрішні справи Османської імперії почали втручатися держави Західної Європи та Росія. Розігруючи «вірменське питання», європейські та російські політики реалізовували насамперед власні політичні інтереси. Послуговуючись гаслом «захисту вірмен» як приводом до тиску на турецький уряд, держави добивалися від Османської імперії поступок в економічній та політичній сферах.
Зважаючи на такий розвиток подій, у другій половині XIX — на початку XX ст. турецький уряд небезпідставно почав розцінювати християнське, зокрема, вірменське населення своєї імперії як джерело потенційної загрози, що може спричинити зовнішнє втручання. Натомість вірмени, які мешкали в шести східних вілайєтах Османської імперії, очікували, що за допомогою європейських держав можна буде змусити турецький уряд проголосити автономний статус Західної Вірменії, як це вже трапилось 1861 р. в Лівані.
Важливою етапною подією для розвитку вірменського національного руху в Османській імперії стала російсько-турецька війна 1877–1878 років. У складі російської армії під час цієї війни воювало кілька тисяч вірменських добровольців.
Після поразки в цій війні туркам довелося підписати Сан-Стефанський мирний договір, у текст якого, за наполяганням російської сторони, було включено окрему статтю (стаття 16), що стосувалася становища вірменів у Туреччині. Згідно зі згаданою статтею, турецький уряд узяв на себе зобов'язання провести реформи на територіях (Західна Вірменія), які населяли вірмени.
Сан-Стефанський договір переглянули на Берлінському конгресі 1878 року. Німеччина, Велика Британія, Франція та Італія, які відіграли вирішальну роль під час Берлінського конгресу, також звернули увагу на становище вірменів в Османській імперії. До тексту Берлінського договору, підписаного 13 липня 1878 р., було включено пункт (стаття 61), який стосувався політики турецького уряду щодо вірменських мешканців своєї країни. Згідно з цією статтею договору, Туреччина періодично мала повідомляти західні держави про ті заходи, які імперія здійснюватиме, щоб утілити в життя реформи, які поліпшуватимуть становище вірменів. Представники західних держав отримали право наглядати за здійсненням цих реформ. Тим самим статус та права вірменів в Османській імперії стали предметом міжнародних відносин та дипломатичною проблемою. Склалася ситуація, у якій великі європейські держави чітко дали зрозуміти турецькому урядові, що будь-який тиск на вірменську меншину може послужити підставою до зовнішньополітичних тиску щодо Туреччини.

## Дії сторін
Інструменталізація «вірменського питання», до якої вдалися західні держави в останній чверті XIX ст., мала подвійні наслідки. З одного боку, вірмени, які мешкали в Османській імперії, отримали важливий аргумент для тиску на уряд, з другого — втручання Заходу посилило антивірменські настрої в Туреччині. Ставлення до вірменів погіршилося не тільки з боку уряду, а й з боку їхніх безпосередніх мусульманських сусідів у районах змішаного розселення. Урядова політика Туреччини щодо вірменів почала набувати жорсткіших форм. Зважаючи на досвід втрати Болгарії, де після тривалих поступок Османська імперія зрештою змушена була погодитися на проголошення незалежності цієї країни, турки вирішили надалі не йти на поступки національним меншинам.
Відповіддю на утиски та порушення прав вірменського населення Османської імперії стало створення вірменських партій. Крім цього з'явився збройний рух вірменських партизанів — фідаїв. Турецький уряд здійснив низку каральних акцій, унаслідок яких частину повстанців знищили.

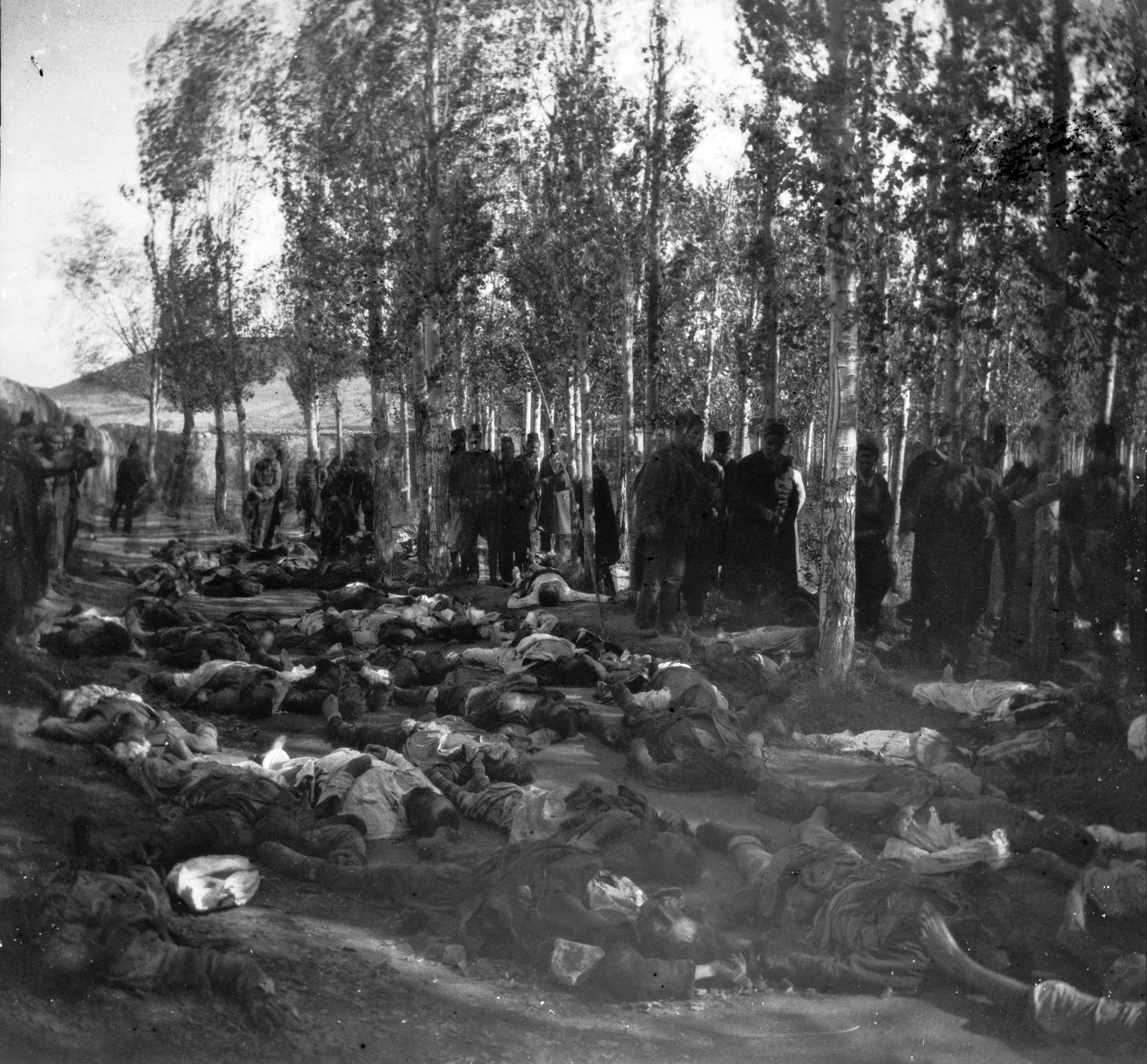
Вбиті вірмени в Ерзурумі, 1895

Спричинена рішеннями Берлінського конгресу активізація вірменського національного руху була придушена турецькою владою 1895. Жертвами масових вбивств у Західній Вірменії стали 300 тис. вірмен.
Вірменські науковці стверджують, що погіршення ставлення турків до вірмен наприкінці XIX — на початку XX ст. було зумовлене поширенням ідеології панісламізму та пантюркізму, які сповідувала верхівка турецької влади від середини XIX ст. У жовтні 1911 р. на з'їзді членів партії «Єднання та Прогрес» у Салоніках оголошено програмну вимогу асимілювати національні меншини імперії. Багато очільників партії вважало, що єдиним шляхом до нейтралізації вірменських мешканців імперії є їх примусова ісламізація та культурна асиміляція.
Ще однією причиною посилення турецько-вірменської ворожнечі було бажання турків позбутися конкуренції з боку підприємливого та економічно рухливого народу. Завдяки кращій освіті, знанням іноземних мов, комерційним здібностям та широким зв'язкам за кордоном, вірмени зайняли провідні позиції в торговельній сфері. На 1914 р. вірмени, які становили лише 10% населення Османської імперії, контролювали дві третини імпорту та майже половину експорту країни. У внутрішній торгівлі вірменські торговці забезпечували 80% усього товарообігу.
Активізація англо-російського протистояння на Середньому Сході та в Центральній Азії, а також проникнення німецького капіталу в Малу Азію наприкінці XIX — на початку XX ст. сприяли відновленню уваги міжнародної спільноти до вірменського питання. За ініціативою уряду Великої Британії 30 серпня 1904 в Лондоні було скликано міжнародну конференцію, в якій взяли участь парламентарії Великої Британії, Італії та Франції; було ухвалено рішення про необхідність вплинути на турецький уряд із метою проведення реформ у Західній Вірменії, передбачених Берлінським трактатом.

## Перша світова війна
Під час Першої світової війни вірменське питання стало важливим елементом дипломатії країн Антанти; Велика Британія, Росія та Франція обіцяли вірменам створити незалежну вірменську державу, завдяки чому залучали їх як союзників у війні.

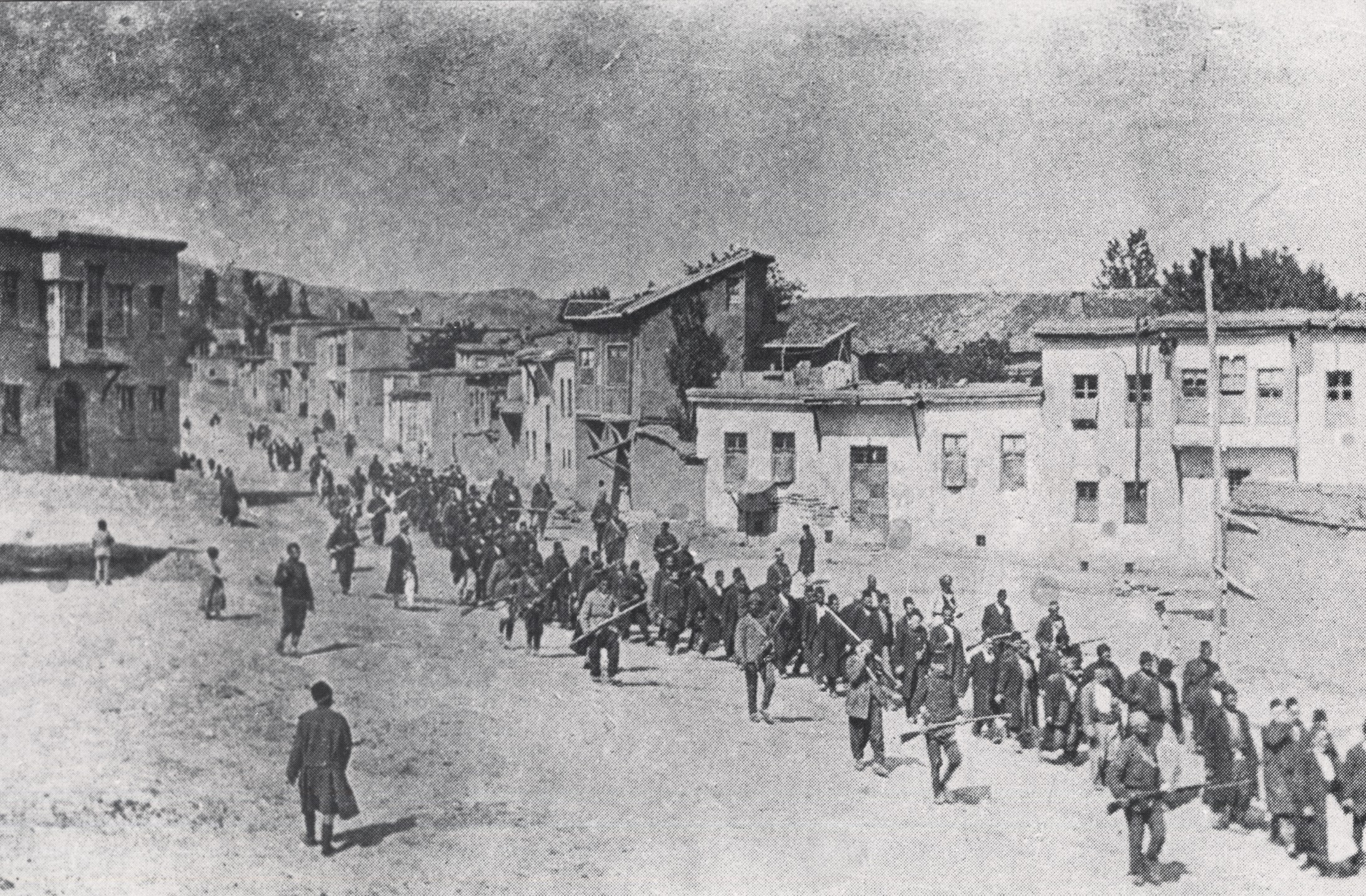
Геноцид вірмен, вілайєт Харберд, 1915

Дискредитація Німеччини та її союзника Османської імперії, як країн причетних до масового вбивства вірмен в Османській імперії в 1915–1916, сприяла залученню до війни, зокрема, й США.
Після Першої світової війни вірменське питання вичерпало себе як інструмент впливу на Туреччину.